# Tina Paulino
Argentina da Glória Paulino, mais conhecida por Tina Paulino (Inhambane, 7 de julho de 1973), é uma antiga corredora moçambicana de 800 metros e de outras provas de meio-fundo rápido.

## Biografia
Nascida na província de Inhambane, Tina Paulino é prima afastada da campeã mundial Maria de Lurdes Mutola. Começou por ser praticante de basquetebol e só aos 18 anos de idade se iniciou nas competições de atletismo, por influência do treinador, e antigo recordista nacional de salto em comprimento, Stélio Craveirinha. Ao reparar nas suas qualidades, este técnico conseguiu que a atleta se deslocasse para Portugal para poder aí treinar com outras condições. Na primeira prova em que participou - os Campeonatos de Portugal de 1992 -, consegue um tempo de 2:03.84 m, melhor que a marca alcançada por Maria Mutola na sua primeira prova fora de Moçambique.
Em maio de 1993, após uma série de vitórias no circuito sul-africano, tem oportunidade de correr, juntamente com sua prima, uma prova de 800 metros no meeting de Nova Iorque. O tempo feito por Paulino, de 1:56.62 m (só superado pelos 1:56.56 m de Mutola), é ainda hoje a 50ª melhor marca mundial de sempre.

## Melhores marcas pessoais
Outdoor
| Prova       | Tempo     | Data                 | Local                       |
| ----------- | --------- | -------------------- | --------------------------- |
| 400 metros  | 51.82 s   | 24 de junho de 1993  | Durban, África do Sul       |
| 800 metros  | 1:56.62 m | 22 de maio de 1993   | Nova Iorque, Estados Unidos |
| 1000 metros | 2:35,19 m | 25 de agosto de 1995 | Bruxelas, Bélgica           |
| 1500 metros | 4:21,41 m | 5 de maio de 2002    | Belém, Brasil               |

Indoor
| Prova      | Tempo     | Data                    | Local                       |
| ---------- | --------- | ----------------------- | --------------------------- |
| 400 metros | 2:03,77 m | 19 de fevereiro de 1999 | Fairfax, VA, Estados Unidos |